# Бледная завирушка
Бледная завирушка (лат. Prunella fulvescens) — вид воробьиных птиц из семейства завирушковых (Prunellidae).
Распространены в Афганистане, Китае, Индии, Казахстане, Монголии, Непале, Пакистане, России, Таджикистане, Туркменистане и Узбекистане. Естественная среда обитания — кустарниковые заросли средиземноморского типа. Так как существенных угроз для вида не усматривается, МСОП присвоила ему статус «Виды, вызывающие наименьшие опасения» (LC).